# Halové mistrovství Československa v atletice 1971
Halové mistrovství Československa v atletice 1971  se konalo v Jablonci nad Nisou ve dnech 13. a 14. února 1971. Součástí mistrovství byly i vložené závody na 100 metrů a 110 metrů překážek.

## Překonané rekordy
Během mistrovství byly vytvořeny tři halové československé rekordy:
- Helena Fibingerová ve vrhu kouli výkonem 16,05 m
- Jan Slanina v běhu na 300 m časem 36,5 s
- Libuše Macounová v běhu na 300 m časem 39,8 s

## Medailisté

### Muži
| Soutěž        | Zlato                              | Stříbro                | Bronz                    |
| 60 m          | Dušan Šváby 6,9                    | Petr Utěkal 6,9        | Jiří Ventruba 6,9        |
| 300 m         | Jan Slanina 35,5                   | Miloslav Vaníček 35,5  | Igor Krupička 35,5       |
| 800 m         | Ján Šišovský 1:58,4                | Tomáš Jungwirth 1:59,1 | Josef Němec 1:59,3       |
| 1500 m        | Ivan Kováč 4:02,5                  | Miroslav Braum 4:04,6  | Josef Šach 4:04,7        |
| 3000 m        | Martin Zvoníček 8:42,6             | Miroslav Braum 8:42,8  | Zdeněk Luňák 8:47,2      |
| 60 m př.      | Ivan Sedláček 8,0                  | Miroslav Rosa 8,1      | František Slavotínek 8,1 |
| 110 m př.     | Ivan Sedláček a Miroslav Rosa 14,9 | Vlastimil Hoferek 15,1 | –                        |
| Skok do výšky | Rudolf Baudis 212 cm               | Vladimír Malý 209 cm   | Václav Širc 209 cm       |
| Skok o tyči   | Rudolf Tomášek 460 cm              | Jan Odvárka 460 cm     | Zdeněk Lhotský 450 cm    |
| Skok daleký   | Pavol Tolnay 736 cm                | Václav Fišer 734 cm    | Jan Broda 726 cm         |
| Trojskok      | Jan Broda 15,89 m                  | Jaroslav Jón 14,84 m   | Jiří Menšík 14,79 m      |
| Vrh koulí     | Jaroslav Brabec 18,34 m            | Jaromír Vlk 17,30 m    | Jakub Lang 16,16 m       |

### Ženy
| Soutěž        | Zlato                      | Stříbro                   | Bronz                      |
| 60 m          | Eva Putnová 7,6            | Jana Veverková 7,6        | Libuše Macounová 7,6       |
| 300 m         | Libuše Macounová 39,8      | Marcela Bubáková 42,0     | Věra Mertlíková 42,0       |
| 800 m         | Marie Otová 2:16,7         | Hana Soumarová 2:21,5     | Jaroslava Otipková 2:28,1  |
| 60 m př.      | Milena Piačková 8,7        | Věra Slavičová 8,7        | Miroslava Březíková 9,3    |
| Skok do výšky | Marta Kostlánová 177 cm    | Jaruška Životská 174 cm   | Milada Karbanová 174 cm    |
| Skok daleký   | Jarmila Nygrýnová 607 cm   | Jarmila Hlubučková 575 cm | Miroslava Březíková 570 cm |
| Vrh koulí     | Helena Fibingerová 16,05 m | Danuše Matoušková 14,38 m | Ludmila Duchoňová 14,08 m  |